# Pseudosinella infrequens
Pseudosinella infrequens is een springstaartensoort uit de familie van de Entomobryidae. De wetenschappelijke naam van de soort is voor het eerst geldig gepubliceerd in 1969 door Hermann Gisin (gestorven in 1967) en Maria Manuela da Gama. Deze troglobiet werd in 1952 verzameld in een grot bij Alhama de Murcia, op guano van vleermuizen. Ze is 0,76-0,78 mm lang en heeft geen pigment en geen ogen.